# Semisulcospira nagiensis
Semisulcospira nagiensis is een uitgestorven slakkensoort uit de familie van de Semisulcospiridae. De wetenschappelijke naam van de soort werd voor het eerst geldig gepubliceerd in 2013 door Matsuoka en Taguchi als Sulcospira nagiensis.